# バーナム・クース・スティックニー

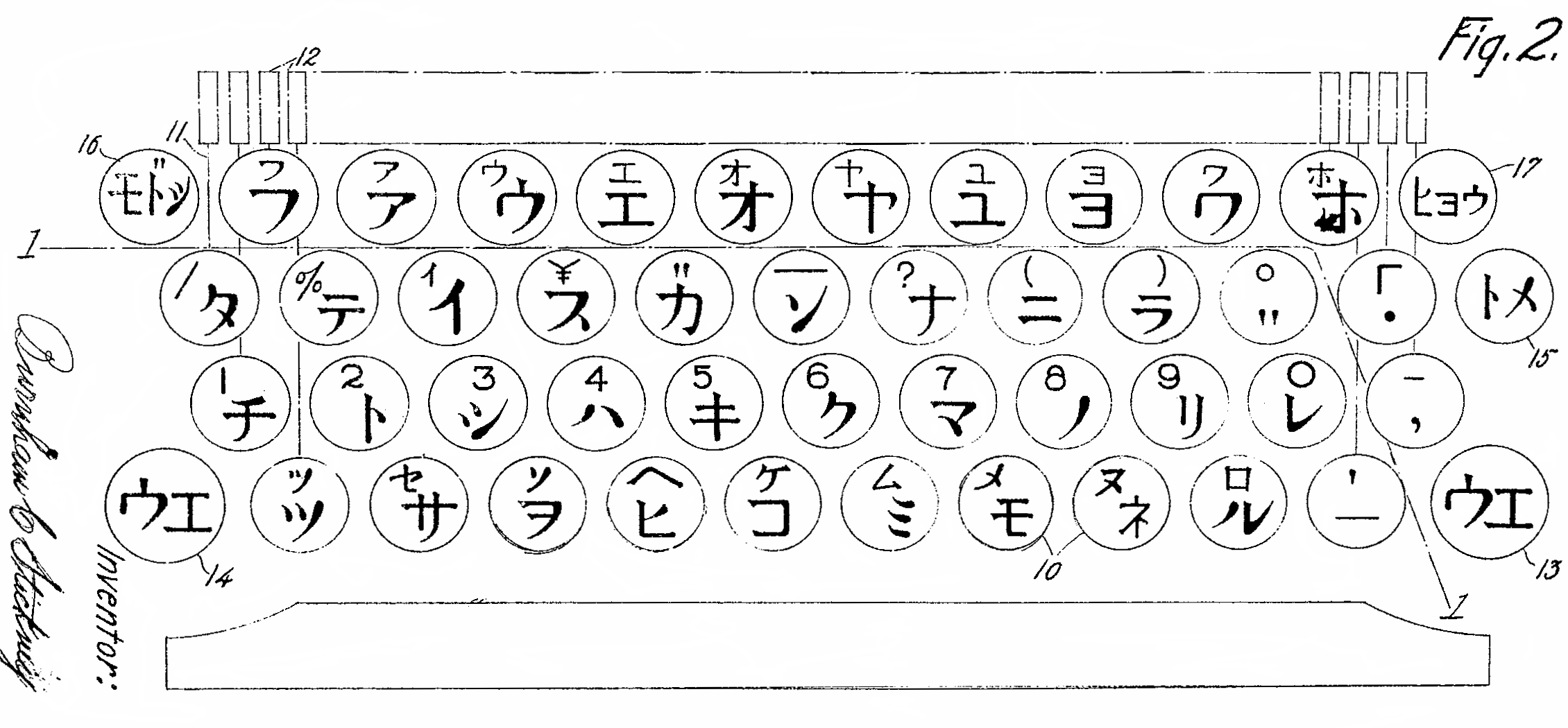
スティックニーが発明したカタカナタイプライターのキーボード（アメリカ合衆国特許第1549622号）

バーナム・クース・スティックニー（Burnham Coos Stickney, 1864年4月9日 - 1937年6月11日）は、ニューハンプシャー生まれのタイプライター技術者である。アンダーウッド・タイプライター・カンパニーにおいて、タイプライターに関する特許を多く取得した。山下芳太郎と議論のすえ、カナキー配列を決め、1923年2月9日にアメリカ合衆国の特許を出願した（アメリカ合衆国特許第1549622号、第1600494号）。これがカナモジカイ標準キー配列の原型となっている。
スティックニーはカナモジカイの名誉会員であった。